# Danny Bertels
Daniël (Danny) Bertels (Antwerpen, 10 juli 1960) is een Belgisch ballonvaarder en voormalig waterskiër en powerboatracer.

## Levensloop
In 1981 te Milaan en in 1983 te Sydney werd hij wereldkampioen waterski racing. Tevens werd hij driemaal Europees kampioen in deze discipline in het waterskiën. Daarnaast was hij actief in de Formula 1 en de Formula 3 van het powerboatracing. In deze laatste categorie werd hij driemaal wereldkampioen en in de Formula 1 behaalde hij in 1995 brons op het wereldkampioenschap.
In 1995 behaalde Bertels zijn ballonvaartvergunning en richtte vervolgens met Peter De Bock te Wommelgem een eigen ballonbedrijf op, Danny Bertels Ballooning.
Zijn neef Dimitri Bertels is eveneens actief in het waterskiën. Zijn dochter Roxanne is de partner van wielrenner Mathieu van der Poel.

## Palmares

### Waterski racing
- 1978:  Belgisch kampioenschap Formule 2
- 1979:  Belgisch kampioenschap Formule 1
- 1980:  Belgisch kampioenschap Formule 1
- 1980:  Europees kampioenschap Formule 1
- 1981:  Belgisch kampioenschap Formule 1
- 1981:  Europees kampioenschap Formule 1
- 1981:  Wereldkampioenschap Formule 1
- 1982:  Belgisch kampioenschap Formule 1
- 1983:  Belgisch kampioenschap Formule 1
- 1983:  Europees kampioenschap Formule 1
- 1983:  Wereldkampioenschap Formule 1

### Powerboatracing
- 1990:  Wereldkampioenschap Formula 3
- 1991:  Wereldkampioenschap Formula 3
- 1992:  Wereldkampioenschap Formula 3
- 1993:  Wereldkampioenschap Formula 3
- 1995:  Wereldkampioenschap Formula 1